# Simmental

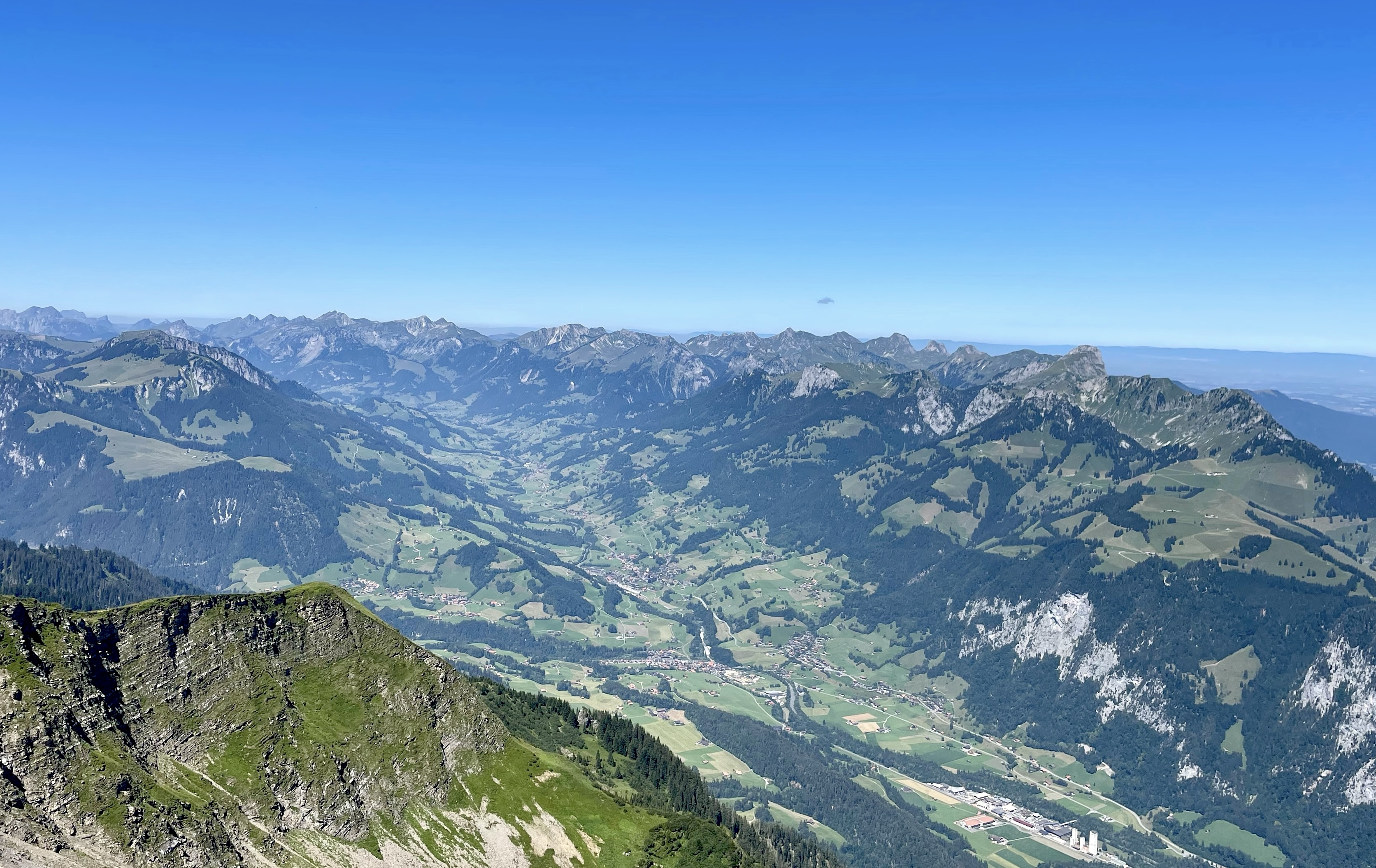
Simmental vom Niesen aus gesehen, rechts die Stockhornkette, links der Ausläufer des Diemtigtals

Das Simmental (Freiburger Patois le Chebetôⓘ) ist ein Tal im westlichen Berner Oberland im Kanton Bern in der Schweiz.

## Lage
Das Simmental erstreckt sich von der Lenk bis Boltigen ungefähr in Süd-Nord-Richtung (Obersimmental), um von dort bis zum Talausgang bei Wimmis in der Nähe von Spiez eine West-Ost-Orientierung anzunehmen (Niedersimmental). Es umfasst die Gemeinden Lenk, St. Stephan, Zweisimmen, Boltigen, Oberwil, Därstetten,  Erlenbach, Diemtigen und Wimmis. Das Tal wird von der Simme durchflossen.
Ein Nebental des Simmentals ist das Diemtigtal.

## Namensherkunft
Der Name kommt von septem valles (‚Sieben Täler‘), welches schon 1175 urkundlich ist. Die Bezeichnung Siebnethal ist bis 1694 noch Amtssprache, und Siebent(h)al findet sich noch bis in das frühere 19. Jahrhundert.

Nach dem Simmental wurde die Rinderrasse Simmentaler benannt.

## Geschichte

Ansicht des Simmentals aus der Vogelperspektive, unten ist Spiez am Thunersee zu sehen, oben der Genfersee mit Montreux, 1909

Das Simmental wurde bereits in prähistorischer Zeit begangen als Durchgangsgebiet vom Aaretal über den Kaltwasserpass, den Rawilpass oder das Schnidejoch ins Wallis, was durch bronzezeitliche und römische Funde belegt ist.
Im Mittelalter war es zuerst Teil des hochburgundischen Königreichs mit den Höfen Wimmis und Matten, die 994 erwähnt wurden. Es gab auch Reichslehen im Obersimmental. Einheimische oder benachbarte Herren wie der Freiherr von Strättligen, Weissenburg, Raron, Brandis und die Grafen von Greyerz regierten vor Ort. Etwa 20 Burgruinen zeugen von deren Wehranlagen und Verwaltungsbauten. Mittelalterliche Kirchen waren Zentren grosser Kirchspiele. Ab 1300 wurde das Tal in die beiden Verbände Obersimmental und Niedersimmental mit eigenem Landrecht und Landesvenner geteilt. Ende des 14. Jahrhunderts erwarb die Stadt Bern das Simmental von einheimischen Adeligen und Bernburgern und wurde ab 1386 und 1449 in den Kastlaneien Obersimmental und Niedersimmental aufgeteilt.
Das Niedersimmental schloss sich bereits 1527 der Reformation an, das Obersimmental mit Widerstand 1528. Etwa zur gleichen Zeit gingen die Bauern dank gesicherter Getreidemärkte zur Viehwirtschaft im Tal, Maiensäss und Sommeralp über. Danach wurde Mastvieh über die Pässe nach Italien exportiert, nach 1600 wurden auch Erlenbacherpferde verkauft. Händler besuchten die Märkte in der Lenk und in Boltigen und ab 1644 auch in Erlenbach und Zweisimmen. Im 19. Jahrhundert lag der Schwerpunkt bei der Viehzucht, den Simmentaler Rotschecken oder Fleckvieh, die sich sowohl als Milch- und Fleischrasse eigneten. 1798 bis 1803 gehörte das Simmental zum helvetischen Kanton Oberland, Niedersimmental und Obersimmental bildeten je einen Distrikt. Diese Einteilung wurde auch 1803 übernommen, als die gleichnamigen Berner Oberämter eingerichtet wurden mit den Hauptorten Wimmis und Zweisimmen. Erst 2010 bei der unpopulären Bezirksreform mussten diese Verwaltungszentren geschlossen und an Saanen und Frutigen abgegeben werden, die ausserhalb des Simmentals liegen.
Im 17. Jahrhundert nahm der Bädertourismus mit den Bädern in Weissenburg, Lenk, Rotbad und Grimmialp seinen Anfang. Er wurde zum wichtigen Erwerbszweig und Vorläufer des modernen Tourismus, der seinen Durchbruch aber erst nach dem Ausbau von Strasse und Eisenbahn erlebte. Die Simmentalstrasse wurde 1815 bis 1828, die Saanenstrasse 1835 und die Strasse über den Jaunpass 1874 bis 1878 verbreitert und ausgebaut. Die Spiez-Erlenbach-Bahn wurde 1897, die Erlenbach-Zweisimmen-Bahn 1902 und die Montreux-Oberland Bernois-Bahn, die durchs Saanenland nach Zweisimmen führte, 1905 eröffnet. Seit 1971 besteht in Wimmis der Anschluss ans nationale Autobahnnetz. Das Projekt einer Autoschnellstrasse durch das Simmental (N6) und eines Rawiltunnels ins Wallis scheiterte um 1980 am Widerstand der Bevölkerung. Seit den 1960er Jahren investierten Gemeinden und Privatunternehmer in den Bau von Bergbahnen, Skipisten, Wanderwege, Hotels und Ferienwohnungen.

## Tourismus

Aussicht oberhalb Boltigen: Jaunpassstrasse und das Simmental

Diverse Ortschaften nehmen eine wichtige Rolle insbesondere im Wintertourismus des Berner Oberlands ein wie z. B. Lenk oder Zweisimmen. Von Zweisimmen aus gelangt man nach Gstaad und Château-d’Oex. Weitere Übergange sind der Jaunpass, über den man von Boltigen aus nach Bulle im Kanton Freiburg gelangt, sowie das Hahnenmoos, das die Lenk mit Adelboden verbindet. Der Simmentaler Hausweg ist ein Kulturwanderweg des Berner Heimatschutzes, der an den Simmentaler Bauernhäusern als Zeugen der Baukultur vorbei führt.

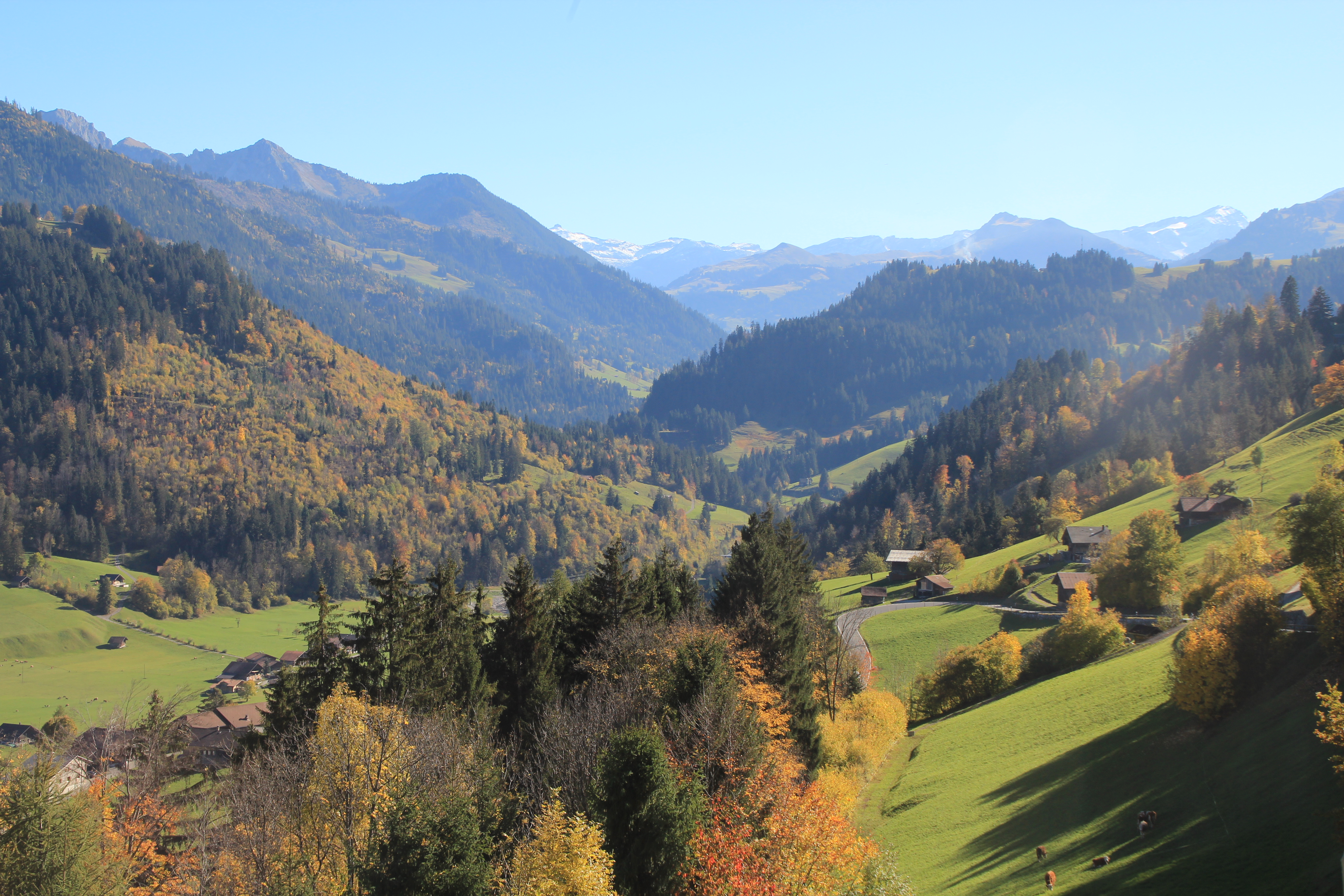
Blick über das obere Simmental nach Süden
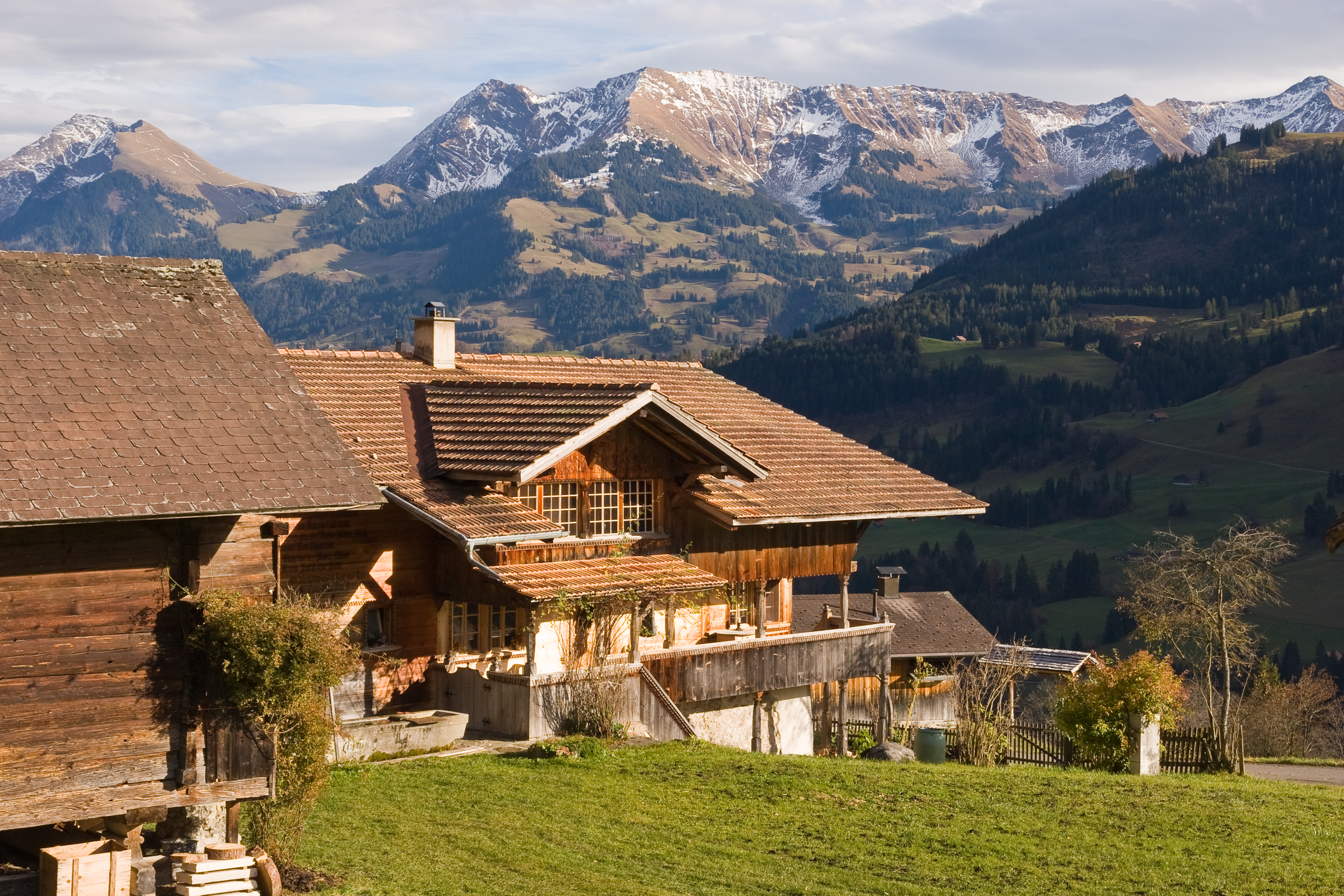
Bauernhaus bei Erlenbach
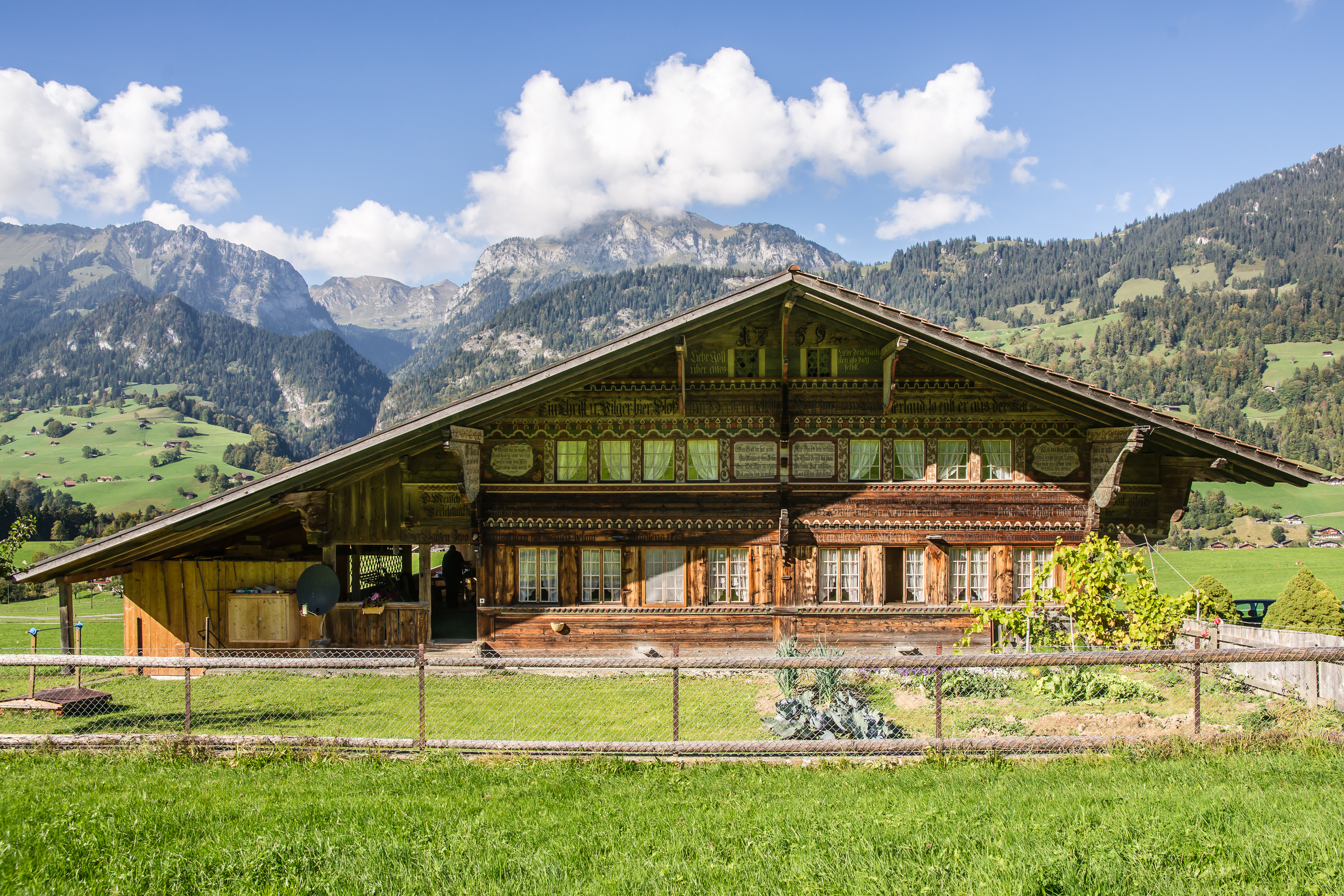
Bauernhaus Argel in Därstetten
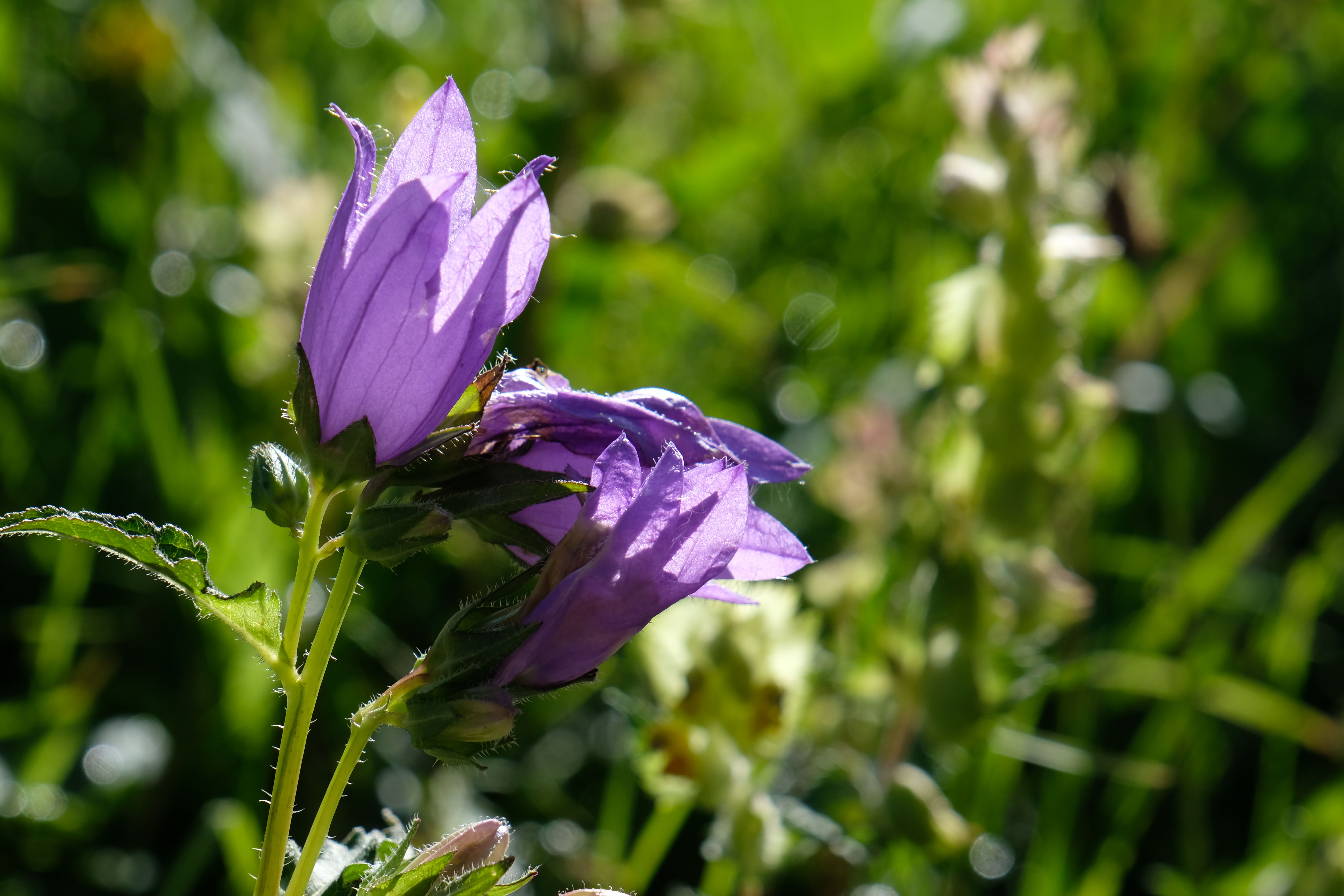
Blumen im Simmental
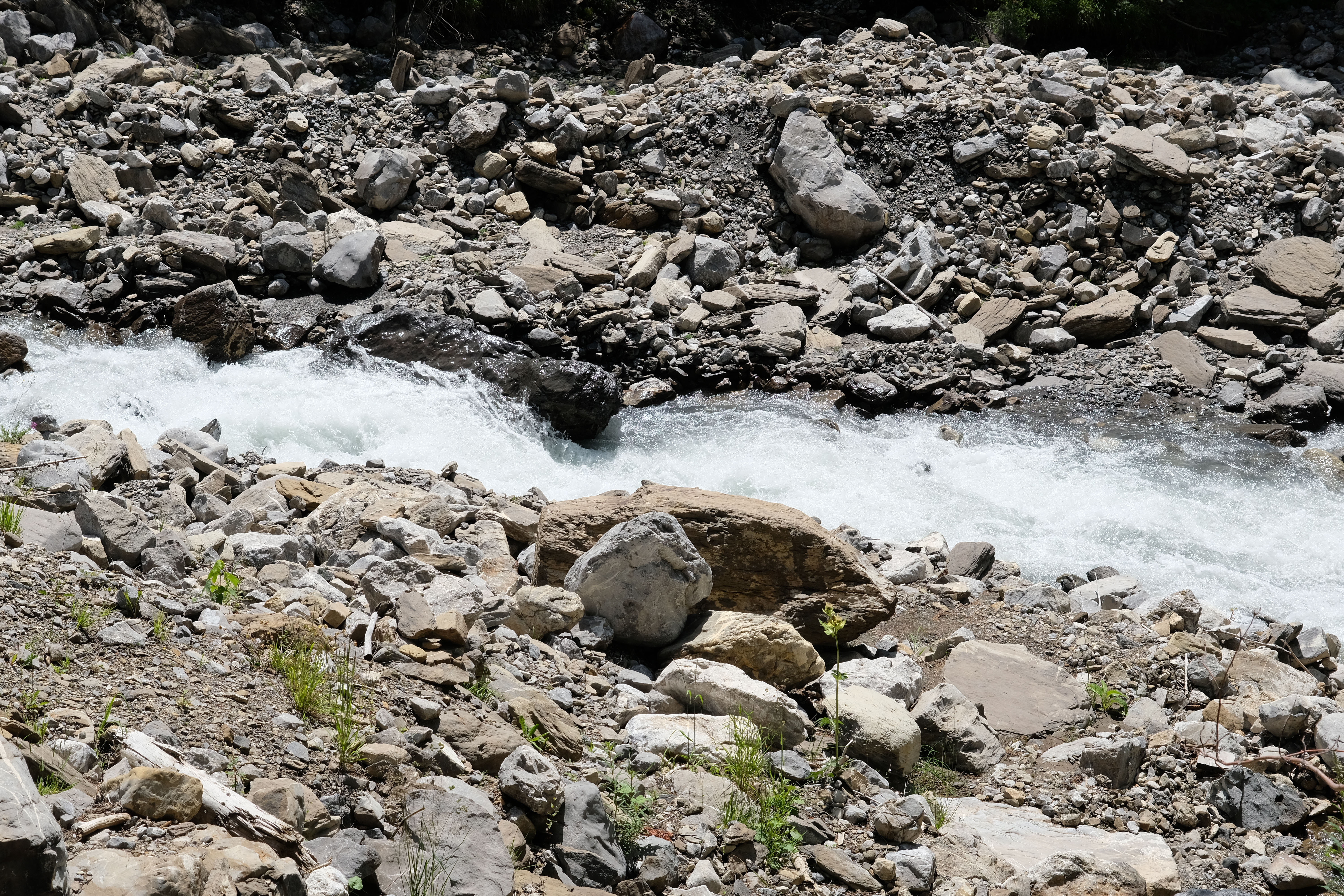
Wanderung im Simmental